# خوسيه ألفارادو
خوسيه ألفارادو (بالإسبانية: José Alvarado)‏ هو لاعب كرة قاعدة فنزويلي، ولد في 21 مايو 1995 في ماراكايبو في فنزويلا.

## وصلات خارجية
- خوسيه ألفارادو على موقع دوري كرة القاعدة الرئيسي (الإنجليزية)
- خوسيه ألفارادو على موقعبيزبول رفرنس.كوم (الدوري الرئيسي) (الإنجليزية)
- خوسيه ألفارادو على موقعبيزبول رفرنس.كوم (الدوري الثانوي) (الإنجليزية)
- خوسيه ألفارادو على موقع إي إس بي إن.كوم (أم.أل.بي) (الإنجليزية)
- خوسيه ألفارادو على موقع مشجعي الرسوم البيانية (الإنجليزية)